# Wilsoniella subvaginans
Wilsoniella subvaginans är en bladmossart som beskrevs av H. Crum och Steere 1956. Wilsoniella subvaginans ingår i släktet Wilsoniella och familjen Ditrichaceae. Inga underarter finns listade i Catalogue of Life.